# وفاة تيم بيازا
تيموثي جون بيازا وُلد في اليوم الخامس والعشرين من سبتمبرعام الف تسعمائة سبعة وتسعين وتوُفي في اليوم الرابع من فبراير عام الفين وسبعة عشر، توُفي نتيجةً لمواصلة اخوية بيتا ثيتا بي في السخرية منه في حديقة جامعة ولاية ِبنْسِلْفانِيا, أدت هذه الواقعة إلى إغلاق تلك الأخوية في الجامعة، وبحلول شهر نوفمبر واجه ما لا يقل عن خمسة وعشرين عضوًا مشتركًا في هذه الاخوية الاتهامات والتي تشمل القتل عن غير عمد. 